# Bandera d'Acre
La bandera d'Acre és un dels símbols oficials, juntament amb l'escut, de l'estat d'Acre.
Fou aprovada per la llei estatal n.1170 del 22 de desembre de 1995 en la qual adoptà el disseny de la bandera de l'Estat Independent d'Acre (decret n.2 de 15 de juliol de 1899), i modificada per la resolució n.5 de 24 de gener de 1921, del govern del Territori Federal d'Acre.

## Descripció
La llei estipula que el disseny està constituït per dos triangles rectangles (un de groc i un de verd) units entre si per les seves respectiuves hipotenuses, constituint així, en el seu conjunt, un quadrilàter paral·lelogram; sent el superior el de color groc i portant un estrel vermell de cinc puntes. La proporció és 7:10.

## Simbolisme
Els colors utilitzats són els mateixos que els de la bandera del Brasil en representació de la seva integració a la República federativa del Brasil. Per separat cadascun dels colors representa:
- El color groc simbolitza l'eternitat com és l'or, que retrata el "color de la terra fèrtil".
- El color verd, l'esperança, la força, la longevitat i la immortalitat universal.
- L'estel vermell simbolitza el far que guiava l'alt ideal de qui lluitava per la incorporació d'Acre al Territori Nacional, durant la Revolució d'Acre.

## Banderes històriques

Bandera del l'Estat Independent d'Acre (1899-1900)
Bandera de la República d'Acre (1902-1903)

## Banderes semblants

Bandera del Consell General de la Guaiana francesa.